# 北湖街道 (郴州市)
北湖街道，是中华人民共和国湖南省郴州市北湖区下辖的一个乡镇级行政单位。

## 行政区划
北湖街道下辖以下地区：
解放路社区、建设里社区、孔家塘社区、升平路社区、桂门岭社区、健康路社区、流星岭社区、同新社区和城西社区。